# Pidhirne, Novhorod-Siverskîi
Pidhirne (în ucraineană Підгірне) este un sat în comuna Bîrîne din raionul Novhorod-Siverskîi, regiunea Cernihiv, Ucraina.

## Demografie
Componența lingvistică a localității Pidhirne
     Rusă (93,75%)
     Belarusă (6,25%)
Conform recensământului din 2001, majoritatea populației localității Pidhirne era vorbitoare de rusă (93,75%), existând în minoritate și vorbitori de belarusă (6,25%).